# Travelcard Zone 4
Travelcard Zone 4 è la quarta zona del Transport for London, costituita da sei zone (approssimativamente concentriche) utili per calcolare il costo delle tariffe per il servizio intermodale di trasporto che consente l'uso della Metropolitana di Londra e della Docklands Light Railway. Essa è una tariffa applicabile all'utilizzo integrato del bus e della metropolitana ed è detta Travelcard. Può essere caricata sulla Oyster Card per facilitare i viaggi e l'acquisto dei biglietti.

## Stazioni
Le seguenti stazioni sono ubicate nella Zona 4:
- Abbey Wood, Alperton, Angel Road, Anerley, Arnos Grove
- Barking, Barkingside, Beckenham Hill, Beckenham Junction, Boston Manor, Bounds Green3, Bowes Park3, Brentford, Bromley North, Burnt Oak
- Castle Bar Park, Chigwell, Cheam, Chiswick, Clock House, Colindale, Crystal Palace3
- Drayton Green
- East Ham3, Edmonton Green, Elmers End, Elmstead Woods, Eltham
- Fairlop, Falconwood, Finchley Central
- Gants Hill, Goodmayes, Grange Hill, Greenford, Grove Park
- Hackbridge, Hainault, Hanwell, Hendon3, Hendon Central3, Highams Park, Hounslow Central, Hounslow East
- Ilford, Isleworth
- Kent House, Kenton, Kew Bridge, Kew Gardens3, Kingsbury
- Leytonstone3, Lower Sydenham
- Malden Manor, Manor Park3, Mill Hill Broadway, Mill Hill East, Mitcham Junction, Morden, Morden South, Motspur Park, Mottingham
- New Beckenham, New Eltham, New Malden, New Southgate, Newbury Park, North Wembley, Northwick Park, Norwood Junction
- Oakleigh Park, Osterley
- Palmers Green, Penge East, Penge West, Perivale, Plumstead, Preston Road
- Queensbury
- Ravensbourne, Raynes Park, Redbridge, Richmond
- Selhurst, Seven Kings, Shortlands, Silver Street, Snaresbrook, South Greenford, South Kenton, South Merton, South Wimbledon3, South Woodford, Southall, Southgate, Sudbury & Harrow Road, Sudbury Hill, Sudbury Hill Harrow, Sudbury Town, Sundridge Park, Sutton Common, St. Helier, St Margarets, Syon Lane
- Thornton Heath, Totteridge & Whetstone
- Upney
- Wanstead, Welling, Wembley Central, Wembley Park, Wembley Stadium, West Finchley, Winchmore Hill, Wood Street, Woodford, Woodgrange Park3, Woodside Park, Woolwich Arsenal, Worcester Park

3 anche in Zone 3
Per calcolare la tariffa da una o verso una stazione del circondario che è inserita in due diverse zone, si applica quella più conveniente.